# Фестски диск
Фестски диск је артефакт пронађен на Криту и Минојској цивилизацији, одноно средњем или касном бронзаном добу III-II миленијума п. н. е. Његова тачна сврха и место и време производње нису познати. Неки научници сумњају у његову аутентичност.
Пронађен је 1908. године за време ископавања Фестског дворца од стране италијанског археолога Луиђи Перниера. Важан допринос дешифровању минојске писмености дао је британски научник Артур Еванс. Он је писмена поделио на хијероглифско, као и на линеарно писмо А и линеарно писмо Б, утврдио је слоговни карактер линеарног писма, и сродство између линеарног писма А и линеарног писма Б, али ниједно од њих није успео да дешифрује.
На диску се налази 241 отисак и 45 симбола и према неким новијим истраживањима и идентификацијом неких кључних речи предпоставља се да се на диску налази молитва богињи.